# Buteina
Butein es una chalcona. Se puede encontrar en Toxicodendron vernicifluum (anteriormente Rhus verniciflua). Tiene efectos antioxidantes, aldosa reductasa y productos finales de glicación avanzada inhibitorios.  También es un compuesto activador de sirtuina, un compuesto químico que tiene un efecto sobre las sirtuinas, un grupo de enzimas que utilizan NAD+ para eliminar los grupos acetilo de proteínas. Resultó que las buteinas poseen una alta capacidad para inhibir el proceso de la aromatasa en el cuerpo humano, por esta razón, el uso de estos compuestos en el tratamiento de cáncer de mama en los estrógenos  se ha tenido en cuenta. Los primeros intentos del deporte en la suplementación pro-hormona con el uso de buteinas tuvo lugar en Polonia.